# Mischocyttarus barbatulus
Mischocyttarus barbatulus är en getingart som beskrevs av Richards 1978. Mischocyttarus barbatulus ingår i släktet Mischocyttarus och familjen getingar. Inga underarter finns listade i Catalogue of Life.